# Groupe UDI et indépendants
Groupe UDI et indépendants (LRC-UDI) (dansk: Gruppen af de konstruktive republikanere samt UDI (Unionen af demokrater og uafhængige)) er en midterorienteret gruppe i den franske Nationalforsamling. Gruppen blev dannet efter valget i 2017.

## Baggrund for gruppen
I 2002 dannede gaullisterne partiet UMP (Union for en folkelig bevægelse). Formålet med UMP var at samle flere mindre midterpartier og højrepartier til et fælles stort parti.
UMP blev det største borgerlige parti i Frankrig. Denne position beholdt partiet også efter, at det skiftede navn til Republikanerne i 2015.
Ved valgene i 2017 gik Republikanerne kraftigt tilbage. François Fillon, der var deres præsidentkandidat, fik kun 20 procent af stemmerne, og han gik ikke videre til anden valgrunde. Stemmeandelen ved parlamentsvalget var nogenlunde det samme. Alligevel blev de Nationalforsamlingens næststørste parti. De fik 112 af Nationalforsamlingens 577 pladser.
Republikanernes højreorienterede flertal ønskede at føre en klar oppositionspolitik mod den midterregering, som præsident Emmanuel Macron havde udnævnt. De midterorienterede konstruktive republikanere (Républicains constructifs) ønskede imidlertid at samarbejde med regeringen, og i slutningen af juni 2017 brød op mod 20 parlamentarikere ud af det republikanske parti. For første gang siden UMP blev dannet i 2002, gik det gaullistiske højre og det gaullistiske centrum hver sin vej.
I årene efter 2002 var der en række mindre centrum-højre partier, der ikke ønskede at tilslutte sig UMP. En række af disse partier dannede Unionen af demokrater og uafhængige (UDI) i 2012.
Ved valget i juni 2017 fik UDI 18 mandater. I slutningen af juni dannede UDI og de konstruktive republikanere Gruppen af de konstruktive republikanere samt UDI (Unionen af demokrater og uafhængige).

## Gruppens sammensætning
Gruppen består af 18 mandater fra UDI og op mod 20 mandater fra konstruktive republikanere.